# Sestry od adorace Vzácné krve
Sestry od adorace Vzácné krve (anglicky: Sisters of the Adoration of the Most Precious Blood of O'Fallon) je ženská řeholní kongregace, jejíž zkratkou je C.P.P.S.

## Historie
Kongregace byla založena roku 1845 Xavierou Behringer v Churu.
Roku 1879 opustily sestry kvůli Kulturkampfu německý Steinerberg a emigrovali do Spojených států amerických. Zde zrušila svůj první dům v Belle Prairie City ve státě Illinois a roku 1873 druhý dům v O'Fallon v Missouri.
Roku 1878 se americké sestry díky pomoci Henryho Muehlsiepena, generálního vikáře arcidiecéze Saint Louis osamostatnily od kongregace ve Steinerbergu (které se připojili k Sestrám adorátorkám Kristovy krve).
Dne 30. června 1918 kongregace obdržela od Svatého stolce decretum laudis a 2. srpna 1938 byly schváleny jejich stanovy.

## Aktivita a šíření
Sestry byly původně kontemplativně založené, ale po Druhém vatikánském koncilu se začaly věnovat výchově dívek.
Kromě Spojených států amerických se nachází v Bolívii, Estonsku, Finsku a Peru; generální kurie se nachází v O'Fallon.
Ke konci roku 2015 měla kongregace 126 sester v 15 domech.